# Пурнулулу
Национальный парк Пурнулулу (англ. Purnululu National Park) — национальный парк на территории австралийского штата Западная Австралия. Основан в 1987 году. В 2003 году включён в список объектов всемирного наследия ЮНЕСКО. В переводе с одного из языков австралийских аборигенов «Пурнулулу» означает «песчаник».
Национальный парк раскинулся на площади в 239 723 га на территории северо-восточной части Западной Австралии на плато Кимберли. Площадь резервного фонда парка (англ. Purnululu Conservation Reserve) составляет 79 602 га. Ближайший населённый пункт, город Кунунарра, находится примерно в 300 км к северу. Рельеф на территории парка крайне разнообразен и представлен 4 основными экосистемами: горной цепью Бангл-Бангл (англ. Bungle Bungle Range, площадь — около 45 тысяч га), которая представляет собой сильно рассечённую местность (плато) с многочисленными образованиями, сформированными из девонского песчаника; обширными песчаными равнинами, окружающими Бангл-Бангл; травянистой равниной реки Орд, расположенной в восточной и южной части парка; известняковыми скалами на западе и востоке национального парка.

## Достопримечательности

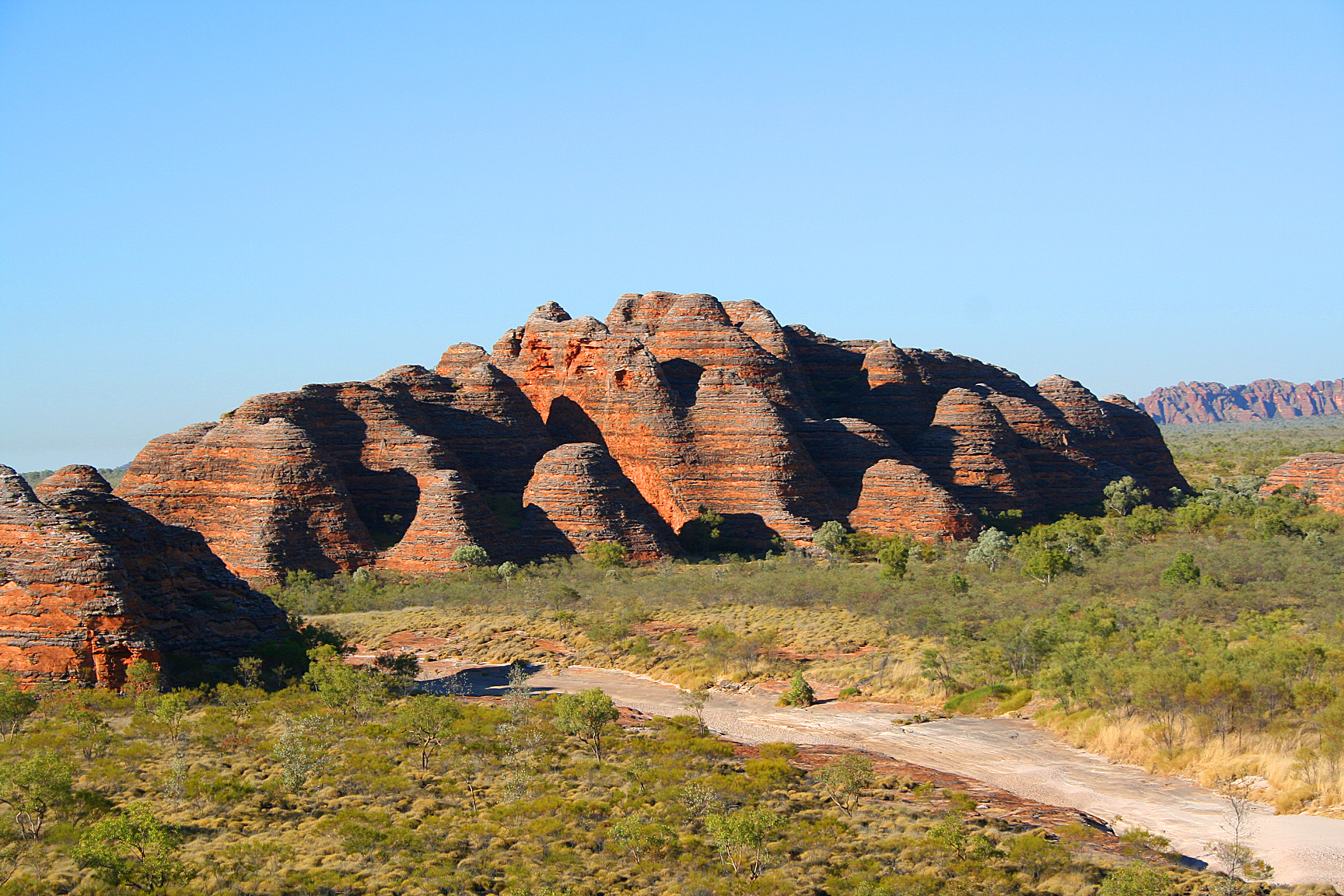
Образования из песчаника на территории парка.

Главной достопримечательностью парка являются горные образования хребта Бангл-Бангл, которые в результате эрозии на протяжении 20 миллионов лет образовали конусы, напоминающие по форме ульи. Эти образования имеют полосчатую структуру: ярко-оранжевый песчаник чередуется с тёмными полосами, достигающими ширины в несколько метров и толщины в несколько миллиметров. Все они сформированы из сине-зелёных водорослей, или цианобактерий, которые наиболее близки к древнейшим микроорганизмам Земли. Ярко-оранжевые полосы из песчаника в отличие от тёмных полос обладают низкой водопроницаемостью во время сезона дождей и предохраняют образования от ускоренной эрозии. Кроме того, они содержат оксиды железа и марганца, которые придают этим полосам более ярко-оранжевый оттенок. Карстовые образования на территории национального парка имеют важное научное значение, так как являются яркой демонстрацией процесса образования конусообразных карстовых формирований из песчаника (феномен, до сих пор мало изученный геоморфологами).

## Климат

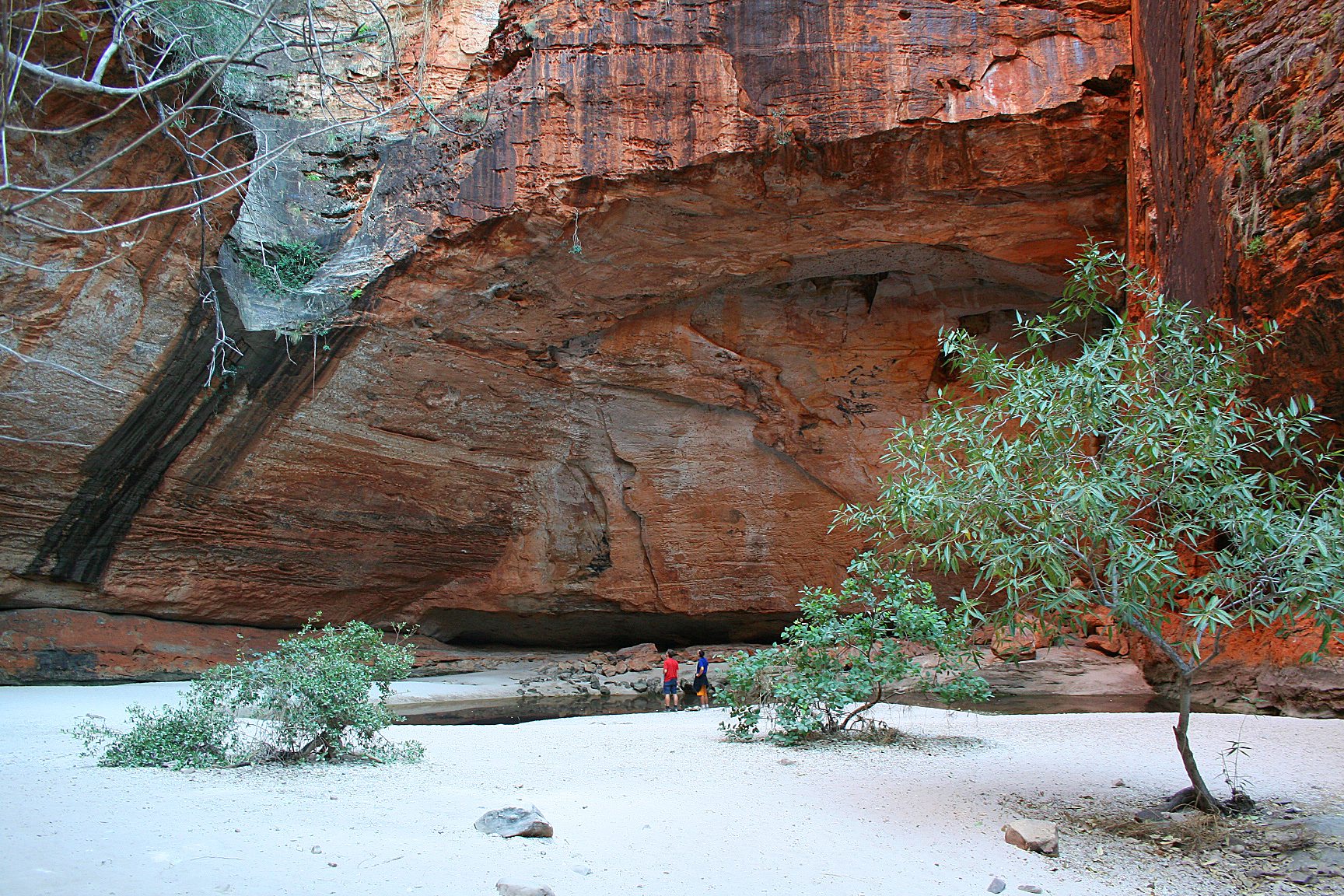
Ущелье на территории парка.

Национальный парк расположен в зоне между районами засушливого пустынного климата Центральной Австралии и муссонного саванного климата Северной Австралии. В году чётко выделяются два сезона: жаркое и влажное лето, которое длится с ноября по март (средняя максимальная температура в октябре составляет около 38,3 °C), и длинная засушливая зима с апреля по октябрь (средняя максимальная температура в июле достигает 29,1 °C,). Среднегодовое количество осадков в регионе колеблется в районе 600 мм.

## Флора и фауна

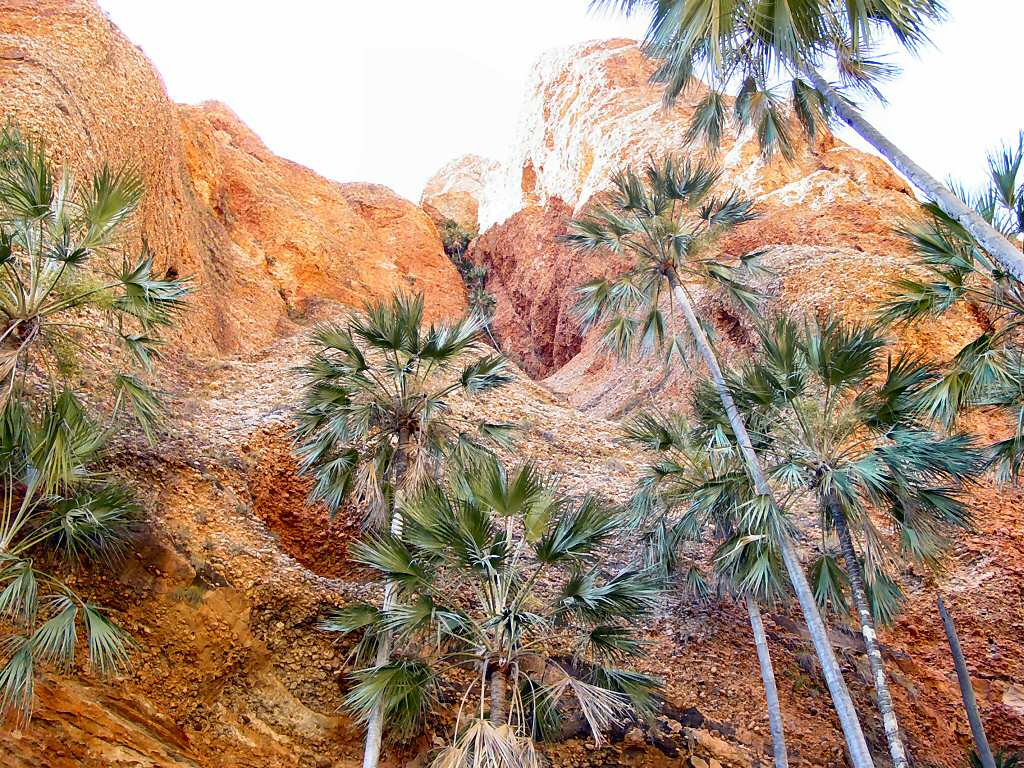
Пальмы в парке.

Флора и фауна Национального парка Пурнулулу имеет ряд своих особенностей. Здесь произрастают и обитают виды, относящиеся к двум различных экосистемам: северным тропическим саваннам и материковым засушливым пустыням. Из растительности преобладают редколесья и луга из спинифекса с многочисленным эвкалиптами, акациями и гревиллеями. Кроме того, встречаются, папоротники, орхидеи, пальмы. В целом, на территории парка зарегистрировано 653 вида растений, 13 из которых являются реликтами. Фауна региона представлена 41 видом млекопитающих, 149 видами птиц, 81 видом рептилий, 12 видами лягушек и 15 видами рыб.

## История исследования
Очень долгое время территория современного национального парка была мало изучена европейцами, хотя для коренных жителей Австралии, австралийских аборигенов, она имела важное хозяйственное и культурное значение (на территории парка обнаружено около 200 наскальных рисунков и захоронений). Во многом благодаря низкой заинтересованности европейских колонизаторов удалось избежать истребления коренных жителей, которые представлены двумя группами племён австралийских аборигенов. Хотя, в целом, аборигены впоследствии сильно пострадали от завезённых болезней, огнестрельного оружия и разрушения экосистемы. Первые скотоводы появились в этом районе только в 1884 году. А горные образования хребта Бангл-Бангл, напоминающие по форме ульи, были открыты белым населением Австралии только в 1982 году, когда над ними пролетел самолёт с группой кинорежиссёров.